# Mario Levrero
Œuvres principales
Gelatina (1968)
La ciudad (1970)
La máquina de pensar en Gladys (1970)
Trilogía involuntaria (posthume, 2008)
Jorge Mario Varlotta Levrero, né à Montevideo le 23 janvier 1940 et mort dans la même ville le 30 août 2004, était un homme de lettres uruguayen.

## Biographie
Né à Montevideo, en Uruguay, il a vécu à Buenos Aires, Rosario et Bordeaux.
Ángel Rama a classé ses écrits au sein du groupe des « bizarres », avec Armonía Somers, Felisberto Hernández et Marosa di Giorgio. Son travail ne peuvent pas être inclus dans un groupe ou un mouvement littéraire spécifique, bien qu'il comporte des éléments surréalistes.
Sa littérature est influencée par la culture populaire (romans). Son style est complet. Il convient de noter son importante contribution au journal littéraire et à la réflexion littéraire.

## Œuvres
- Manual de parapsicología (1978)
- París (1980)
- El lugar (1982)
- Todo el tiempo (1982)
- Aguas salobres (1983)
- Caza de conejos (1986)
- Los muertos (1986)
- Santo Varón/I (1986)
- Fauna/Desplazamientos (1987)
- Espacios libres (1987)
- El sótano (1988)
- Los profesionales (1989)
- Los Jíbaros (1992)
- El alma de Gardel (1996)
- El discurso vacío (1996)
- Dejen todo en mis manos (1998)
- Ya que estamos (2001)
- Irrupciones I (2001)
- Irrupciones II (2001)
- Los carros de fuego (2003)
- La novela luminosa (2005, posthume)
- Irrupciones (2007, posthume)
- Trilogía involuntaria (2008, posthume)
- La Banda del Ciempiés (2010, posthume)

Œuvres traduites en français
- J'en fais mon affaire, [« Dejen todo en mis manos »], trad. de Lise Chapuis, Talence, France, Éditions de l'Arbre vengeur, 2012, 174 p.  (ISBN 978-2-916141-82-4)
- Fauna, trad. de Paul Dupuis, Éditions Complexe, collection L'heure furtive, Bruxelles, 1993, 110 p.  (ISBN 2-87027-490-4)
- Le discours vide, [« El discurso vacío »], trad. de Robert Amutio, éd. Noir Sur Blanc Notabilia, 4 octobre 2018, 160 p.  (ISBN 9782882505378)
- Le roman lumineux, [« La novela luminosa »], trad. de Robert Amutio, éd. Noir Sur Blanc Notabilia, 7 octobre 2021, 592 p.  (ISBN 9782882507006)